# NGC 3059
NGC 3059 est une galaxie spirale barrée située dans la constellation de la Carène. NGC 3059 a été découverte par l'astronome britannique John Herschel en 1835.

## Caractéristiques
La classe de luminosité de NGC 3059 est II-III et elle présente une large raie HI.

### Distance
Sa vitesse par rapport au fond diffus cosmologique est de 1 396 ± 10 km/s, ce qui correspond à une distance de Hubble de 20,6 ± 1,5 Mpc (∼67,2 millions d'al).
À ce jour, une mesure non basée sur le décalage vers le rouge (redshift) donne une distance d'environ 14,800 Mpc (∼48,3 millions d'al). Cette valeur est à l'extérieur mais compatible avec les valeurs de la distance de Hubble. Notons cependant que c'est avec la valeur moyenne des mesures indépendantes, lorsqu'elles existent, que la base de données NASA/IPAC calcule le diamètre d'une galaxie et qu'en conséquence le diamètre de NGC 3059 pourrait être d'environ 33,4 kpc (∼109 000 al) si on utilisait la distance de Hubble pour le calculer.

### Luminosité dans l'infrarouge
La luminosité de la galaxie NGC 3059 dans l'infrarouge lointain (de 40 à 400 µm)  est égale à 7,59 × 109 {\displaystyle L_{\odot }} (109,88{\displaystyle L_{\odot }}) et sa luminosité totale dans l'infrarouge (de 8 à 1 000 µm) est de 1,00 × 1010 {\displaystyle L_{\odot }} (1010,00{\displaystyle L_{\odot }}).

## Morphologie
NGC 3059 a été utilisée par Gérard de Vaucouleurs comme une galaxie de type morphologique (R2')SB(s)cd dans son atlas des galaxies,.
Eskridge, Frogel et Pogge ont publié un article en 2002 décrivant la morphologie de 205 galaxies spirales ou lenticulaires rapprochées. Les observations ont été réalisées dans la bande H de l'infrarouge et dans la bande B (le bleu). Selon Eskridge et ses collègues, NGC 3059 est de type SBcd dans la bande B et dans la bande H. Le bulbe de NGC 3059 est petit et très aplati. Il est traversé par une courte et fine barre, dont la brillance de surface est élevée. Deux bras de faible brillance de surface sont lisses et lâchement enroulés. Ils émergent des extrémités de la barre. Le bras au nord-ouest est beaucoup moins courbé que le bras au sud-est. Les isophotes du disque externe sont à peu près circulaires. 

## Galerie

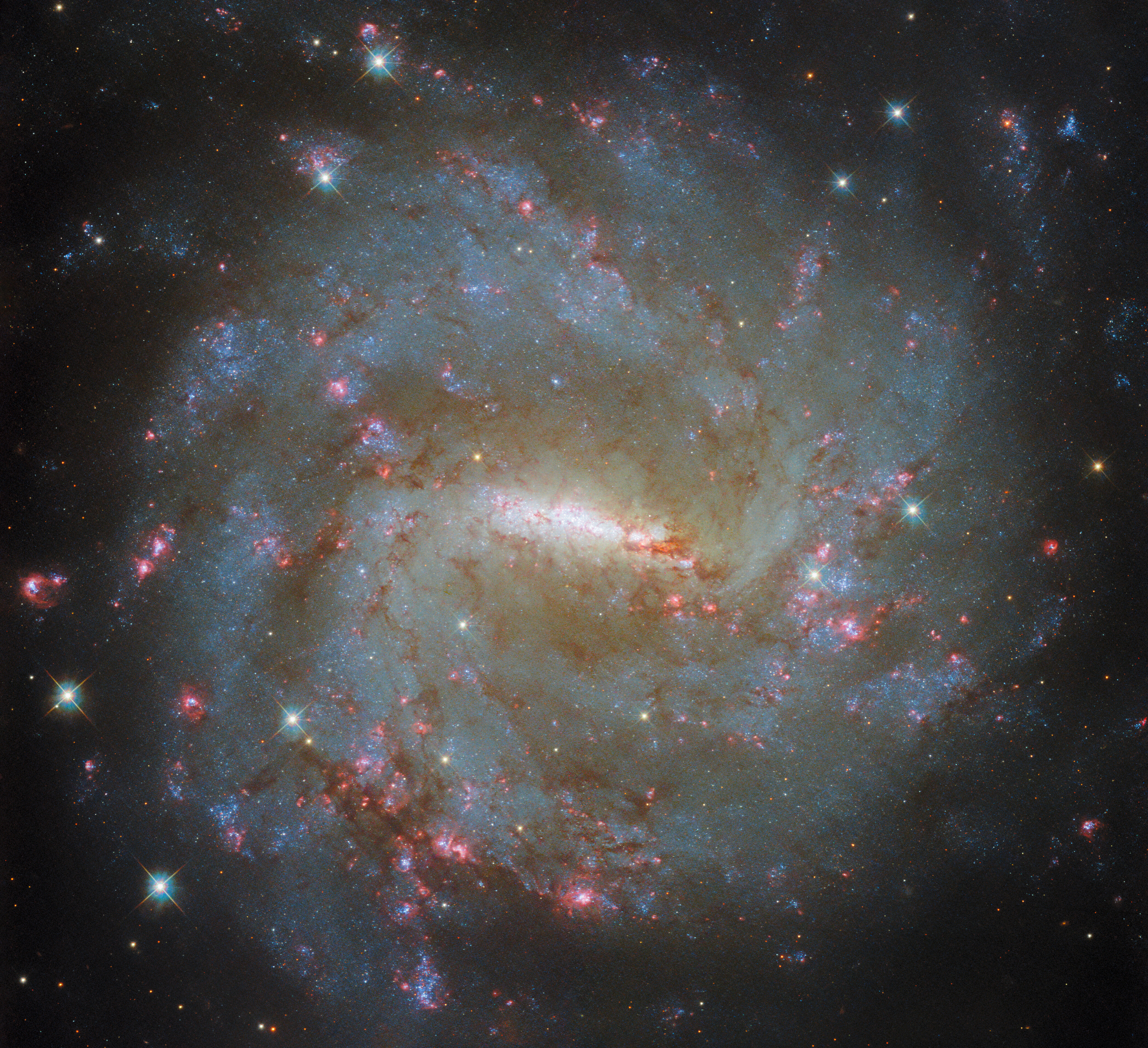
NGC 3059 imagée par le télescope spatial Hubble.
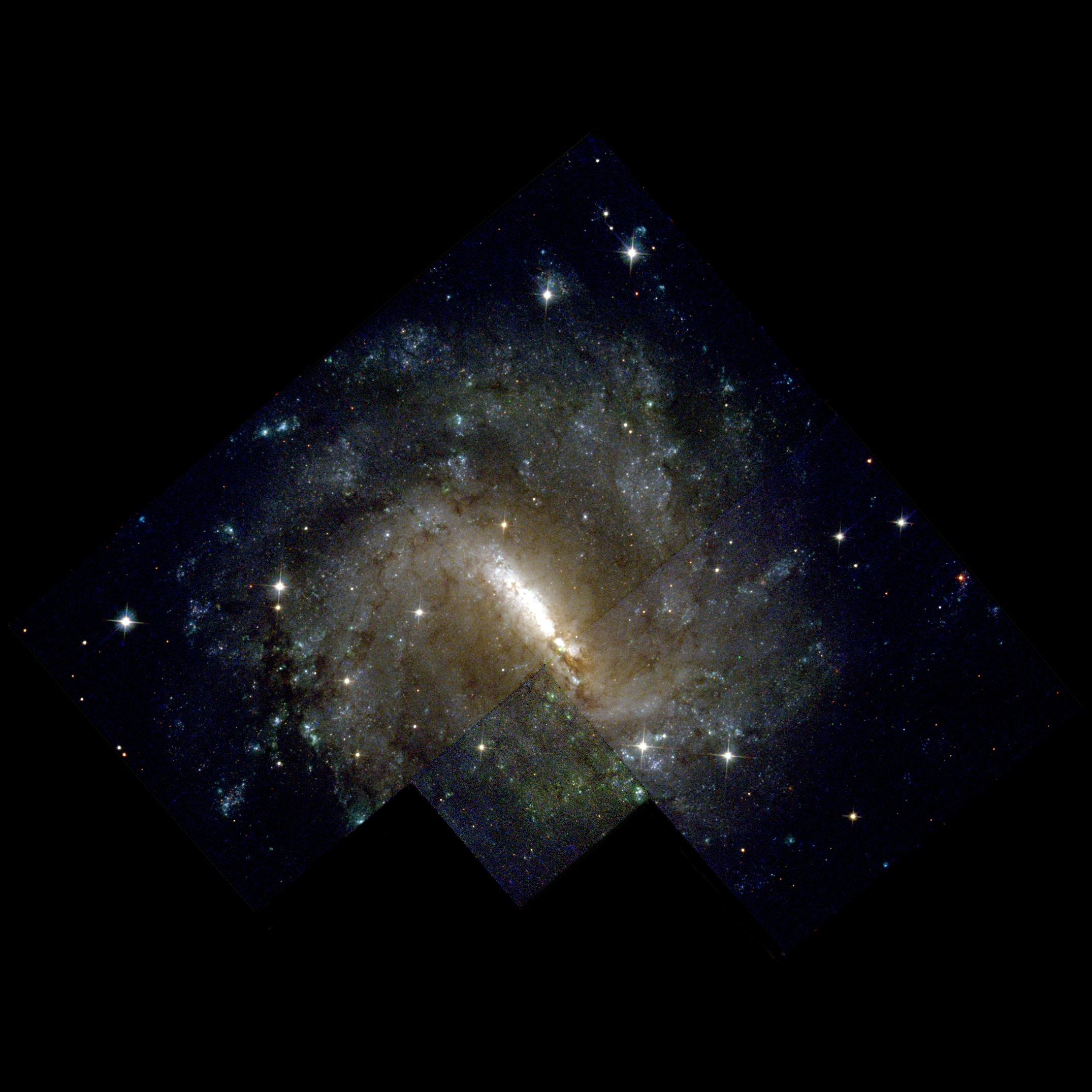
Autre version de NGC 3059 par le télescope spatial Hubble.
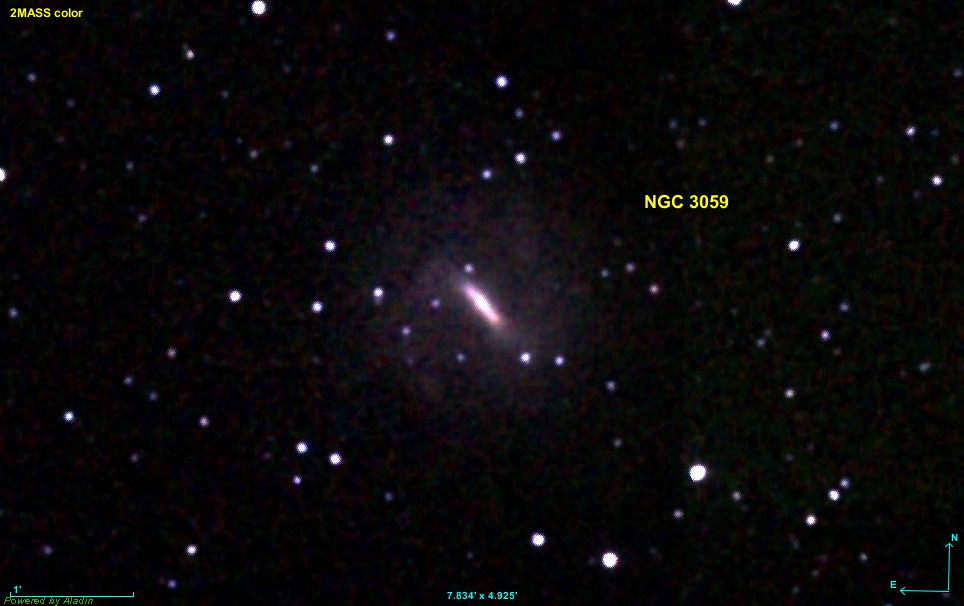
NGC 3059 par le relevé 2MASS.